# Бах Роберт Романович
Бах Роберт Романович — (*9 лютого 1859 — †17 вересня 1933) — російський скульптор, академік Петербурзької Академії мистецтв (з 1891). Працював у галузі станкової скульптури.
Автор скульптурних портретів Тараса Шевченка (бронза, 1886, ДМШ, ДІМ та інші).